# Berkessy Elemér
Berkessy Elemér (Nagyvárad, 1905. június 20. – Barcelona, 1993. július 7.) válogatott labdarúgó, fedezet, edző. Külföldön Emilio Berkessy-ként ismert.

## Pályafutása

### Játékosként
1921-ben a Nagyváradi AC csapatában kezdte a labdarúgást. 1924-ben Petrozsénybe szerződött. 1928-ig több román csapatban megfordult, mikor a Ferencváros leigazolta. A Fradival kétszeres magyar bajnok, egyszeres magyar kupagyőztes és Közép-európai kupagyőztes. Tagja volt az 1931-32-es idényben 100 százalékos eredménnyel bajnokságot nyert csapatnak. Összesen 85 mérkőzésen szerepelt az a Ferencvárosban (25 bajnoki, 52 nemzetközi, 8 hazai díjmérkőzés) és 7 gólt szerzett.
1932-ben a Racing Paris csapatához szerződött Franciaországba, ahol két idényen át játszott. 1934 és 1936 között az FC Barcelona játékosa lett. A katalánoknál összesen 61 mérkőzésen 10 gólt szerzett. A hivatalos meccsek számát tekintve 52 meccsen 8 gólt lőtt a védőjátékos. A Barcával az 1934-35-ös és az 1935-36-os idényben is elhódította a Katalán Kupát. Ezt követően a francia Le Havre AC-hoz igazolt, és itt fejezte be az aktív labdarúgást 1938-ban.

### A válogatottban
1928 és 1930 között 7 alkalommal szerepelt a válogatottban.

### Edzőként
Először a Tatabányai Bányász vezetőedzője volt. 1941 és 1947 között további négy magyar csapat edzője volt (Salgótarjáni Bányász, Szegedi VSE, Ferencváros, Szegedi AK).
1948 és 1951 között olasz csapatoknál vállalt edzői munkát. (Vicenza Calcio, AS Biellese 1902, Pro Patria Calcio és Rosignano Calcio
).
1951-52-es idényben a spanyol Real Zaragoza, 1954-ben az angol Grimsby Town, 1955 és 1957 között a belga Beerschot, 1957-58-as idényben a spanyol RCD Espanyol vezetőedzője volt.

## Sikerei, díjai

### Játékosként
- Magyar bajnokság:
  - bajnok: 1927-28, 1931-32
  - 2.: 1928-29, 1929-30
  - 3.: 1930-31
- Magyar kupa
  - győztes: 1928
  - döntős: 1932
- Közép-európai Kupa (KK)
  - győztes: 1928
- Az FTC örökös bajnoka: 1974

## Statisztika

### Mérkőzései a válogatottban
| Magyarország | Magyarország         | Magyarország                    | Magyarország  | Magyarország | Magyarország  | Magyarország | Magyarország | Magyarország |
| #            | Dátum                | Helyszín                        | Hazai         | Eredmény     | Vendég        | Kiírás       | Gólok        | Esemény      |
| ------------ | -------------------- | ------------------------------- | ------------- | ------------ | ------------- | ------------ | ------------ | ------------ |
| 1.           | 1928. november 1.    | Budapest, Üllői úti pálya       | Magyarország  | 3 – 1        | Svájc         | Európa-kupa  | -            |              |
| 2.           | 1929. február 24.    | Párizs                          | Franciaország | 3 – 0        | Magyarország  | barátságos   | -            |              |
| 3.           | 1930. június 1.      | Budapest, Hungária körúti pálya | Magyarország  | 2 – 1        | Ausztria      | barátságos   | -            |              |
| 4.           | 1930. június 8.      | Budapest, Üllői úti pálya       | Magyarország  | 6 – 2        | Hollandia     | barátságos   | -            |              |
| 5.           | 1930. szeptember 21. | Bécs, Hohe Warte                | Ausztria      | 2 – 3        | Magyarország  | barátságos   | -            |              |
| 6.           | 1930. szeptember 28. | Drezda, Ostragehege             | Németország   | 5 – 3        | Magyarország  | barátságos   | -            |              |
| 7.           | 1930. október 26.    | Budapest, Hungária körúti pálya | Magyarország  | 1 – 1        | Csehszlovákia | barátságos   | -            |              |
|              | Összesen             |                                 |               | 7            | mérkőzés      |              | 0            | gól          |